# Cattedrale di Friburgo in Brisgovia
La cattedrale di Friburgo in Brisgovia, il cui nome in lingua italiana è "cattedrale di Nostra Signora" (in tedesco: Münster unserer lieben Frau), è una delle poche grandi chiese gotiche tedesche la cui costruzione fu portata a termine ancora in epoca medievale, la parte più notevole dell'edificio è la torre campanaria alta 116 metri.
La cattedrale è stata edificata in un arco temporale di circa 350 anni, dal 1200 alla metà del XVI secolo e nel suo interno si trovano importanti opere di arte medievale.
È sede parrocchiale e dal 1821 sede arcivescovile.

## Le fasi di costruzione
Il merito della costruzione della chiesa è da attribuire alla dinastia dei Zähringen, nel 1091 il duca Bertoldo II fondò il locus friburg ai piedi della collina su cui si trovava la fortezza in cui risiedeva e nel 1120 fu Corrado I di Zähringen a fondare il mercato, che fu il presupposto per la prosperità della città.
A testimonianza dell'importanza del mercato sono visibili ancora oggi, sulla parete della torre occidentale della cattedrale, le misure utilizzate come riferimenti per il commercio di vari prodotti.
Poco dopo la fondazione della città, nello stesso luogo dove attualmente si trova la cattedrale sorse una chiesa parrocchiale in stile romanico, dagli scavi fatti negli venti, trenta e nel 1969 è stato appurato che la chiesa romanica era lunga un terzo circa della cattedrale attuale, aveva tre navate e un coro quadrangolare che terminava in un'abside a semicerchio, le navate laterali terminavano anch'esse con absidi tondeggianti.
Nel 1200, su iniziativa dell'ultimo duca di Zähringen, Bertoldo V che vi fu sepolto, iniziò la costruzione della "nuova" cattedrale. Alla morte di Bertoldo V si estinse la dinastia e la città passò sotto la signoria dei conti di Urach fino al 1368 quando si affrancò dalla signoria degli Urach pagando un'ingente somma, in quell'epoca i lavori subirono un'interruzione. Sempre nel 1368 Friburgo passò sotto il dominio degli Asburgo, del 1457 è la fondazione dell'università che trasformò la cittadina in un primario centro culturale dell'Austria occidentale (Vorderösterreich), aumentò il livello di benessere e intorno al 1470 i lavori di costruzione della cattedrale furono ripresi per essere portati a termine nella prima metà del XVI secolo.
Dalla fine del XIII secolo la supervisione dei lavori fu affidata al consiglio cittadino, la costruzione era finanziata da donazioni e lasciti della popolazione che ai tempi assommava circa 9.000 persone. Resta un enigma irrisolto il motivo che spinse una città che all'epoca aveva così pochi abitanti e non era sede vescovile ad edificare una chiesa così monumentale.

## La costruzione dell'edificio

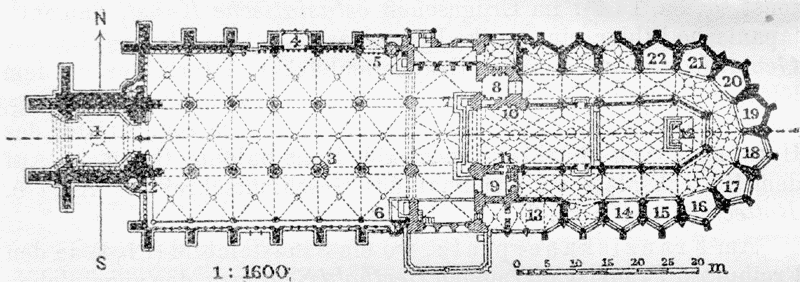
Pianta della chiesa

Nell'edificio sono facilmente individuabili le diverse fasi costruttive. Della prima fase romanica restano il transetto e la base delle torri laterali del coro, le cosiddette torri dei galli (in ted.: Hahnentürme). Nel progetto originario si prese presumibilmente spunto dalla chiesa vescovile di Basilea, con ogni probabilità furono impiegate le stesse maestranze e gli stessi scalpellini (si noti come entrambe le chiese siano costruite in pietra arenaria rossa). Come prevedeva la consuetudine dell'epoca la costruzione iniziò dalla parte orientale, dove erano situati il coro e l'altare maggiore.
In seguito alla morte di Berthold V, nel 1218, che fu sepolto in un punto imprecisato della chiesa ancora in costruzione, vi fu un'interruzione dei lavori fino al 1230, quando furono ripresi con una revisione del progetto che venne riadattato secondo i canoni del nuovo stile gotico proveniente dalla Francia, prendendo ampiamente ispirazione dal progetto della cattedrale di Strasburgo. A questa fase iniziale risalgono le due campate più orientali delle tre navate, mentre le successive quattro campate così come la pregevole torre campanaria sono state edificate in una fase gotica più avanzata. Il piedicroce e la torre vennero già completati intorno al 1330, e rappresenta l'unica grande torre medievale compiuta della Germania. Successivamente, il Consiglio Comunale decise di sostituire il coro tardo-romanico con uno più grande tardogotico, con deambulatorio a cappelle radiali, e lo commissionarono a Johann Parler il Vecchio.

## L'esterno

### Il lato meridionale
Come in numerosi edifici medievali il lato meridionale della cattedrale è quello più ricco sia da un punto di vista architettonico sia come numero di statue di decorazione.
Su questo lato spicca il contrasto fra il transetto tardoromanico che si insinua fra la navata gotica e il coro tardogotico.

### Le vetrate

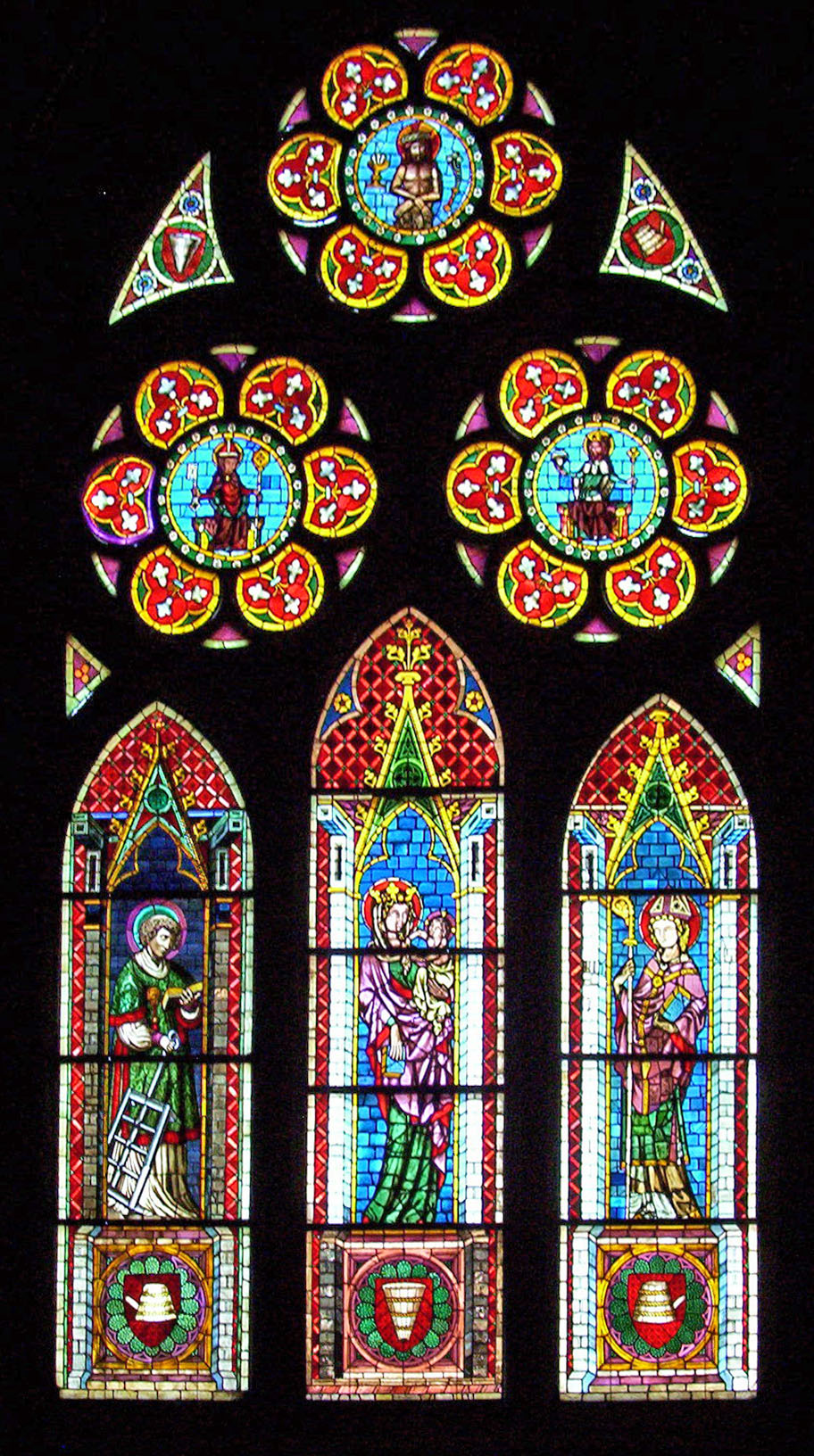
Una delle vetrate della navata

La cattedrale di Friburgo è una delle poche chiese tedesche ancora in possesso di gran parte del patrimonio originale di vetrate medievali. Le vetrate sono state finanziate tra il XIII e il XVI secolo da privati cittadini, dalle corporazioni degli artigiani della città e dei minatori della Foresta Nera, dall'università e dalla dinastia imperiale degli Asburgo.
Le vetrate sono in gran parte originali, ma rielaborate o completate nel XIX secolo, le vetrate del coro sono copie, gli originali sono conservati in un museo della città. Durante l'ultimo restauro del 1970-1982 al lato esterno delle vetrate della navata, del transetto e della parte superiore del coro sono state apposte delle protezioni per evitare danni da fenomeni atmosferici.

## L'interno

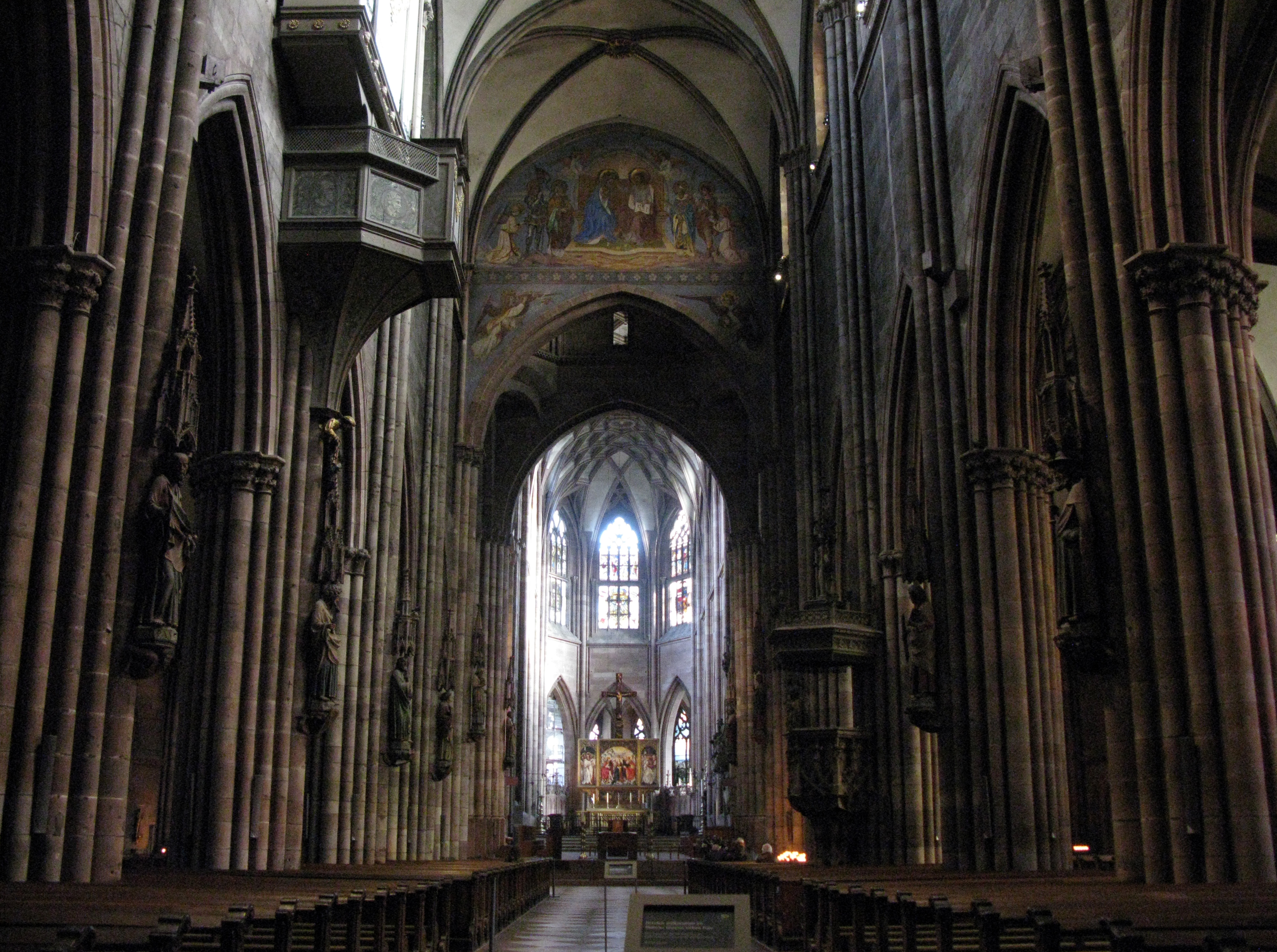
L'interno della cattedrale

### Il transetto
Le vetrate più antiche della cattedrale si trovano nella parte meridionale del transetto, nelle tre finestre situate sopra il pontile (Lettner) si trovano delle vetrate (chiamate Wurzel-Jesse-Fenster) composte da gruppi di medaglioni circolari datati fra il 1212 e il 1220 e raffiguranti la genealogia di Cristo, sono uno degli esempi più pregevoli di pittura su vetro di epoca romanica. I medaglioni, che originariamente formavano un'unica vetrata nel coro della chiesa romanica furono trasferiti dapprima nel coro tardo-gotico, (in questa fase andarono perduti i medaglioni raffiguranti Isaia e Davide) e nel 1927 furono "scomposti" per costituire le tre vetrate del transetto. Vi sono raffigurati a sinistra i patriarchi Giacobbe, Isacco e Mosè, al centro re Salomone, Maria e Cristo e a destra i sovrani Roboamo e Ioram ed il profeta Elia.

### La navata meridionale
Sul lato meridionale della navata si incontrano, nell'ordine e procedendo da est:
- la finestra detta "di Costanza" (Konstanzer Fenster)
- la Himmelsbachfenster (detta talvolta Josephsfenster)
- la Martyrerfenster
- la Tulenhauptfenster datata 1320/30 e donata dalla famiglia Tulenhaupt e dai minatori della miniera d'argento Dieselmuot (nello Schauinsland), nelle due vetrate esterne vi sono scene della vita di San Nicola di Mira e sotto un accenno all'attività della miniera, le due vetrate interne raffigurano una Madonna del Manto, l'apostolo Andrea (o Filippo) con la famiglia Tulenhaupt e lo stemma di famiglia, nella parte superiore vi sono San Francesco d'Assisi con l'apostolo Matteo, San Rinaldo di Colonia con l'apostolo Giacomo il Maggiore e in centro un'Ascensione di Cristo.
- la Schusterfenster
- la Tucherfenster

### La navata settentrionale
Sul lato settentrionale della navata si incontrano, nell'ordine e procedendo da est:
- la vetrata dei pittori, lo stema della cui corporazione (tre scudi bianchi in uno scudo più grande) fa riferimento alla consuetudine di dipingere sul legno e in particolare sugli scudi dei cavalieri.
- la vetrata dei sarti, in cui partendo da ovest e procedendo verso est appaiono la Maddalena, la Madonna e santa Caterina d'Alessandria con indosso eleganti abiti della moda del tempo.
- la vetrata dei fabbri, con al centro la rappresentazione del loro santo protettore sant'Egidio.
- la vetrata dei panettieri, avente come simbolo una brezel contornata da due baguettes. Nei riquadri superiori si può in essa ammirare la vita di santa Caterina d'Alessandria, riconoscibile dalla ruota quale strumento del suo martirio.
- la vetrata dei tinai, con a ovest e a est rispettivamente i santi Lorenzo e Nicola e al centro la Madonna,

## Curiosità
Per decenni nel descrivere la torre si è ricorsi ad una citazione attribuita a Jacob Burckhardt (ma priva di fonte) che avrebbe affermato che la torre campanaria di Friburgo è la "più bella della cristianità", in epoca recente è stata ritrovata nella biografia di Burckhardt redatta dallo svizzero Werner Kaegi (1901 - 1979) la notizia di un ciclo di conferenze tenute dal Burckhardt nel novembre del 1869 a Basilea (e redatte poco prima a Parigi) sul tema "Chiese gotiche". Nel corso delle conferenze lodò la varietà delle chiese francesi e tedesche e, descrivendo in dettaglio tre fra quelle a lui più note, cioè Basilea, Strasburgo e Friburgo, affermò testualmente che: "Und Freiburg wird wohl der schönste Turm auf Erden bleiben" (trad: E Friburgo rimarrà dunque la più bella torre sulla terra).